# Anhídrid fòrmic
L'anhídrid fòrmic, també anomenat anhídrid metanoic  o formiloximetanona, és un compost orgànic amb la fórmula química C2H2O3 i una fórmula estructural de (H(C=O)−)2O. Es pot veure com l'anhídrid de l'àcid fòrmic (HCOOH).

## Preparació
L'anhídrid fòrmic es pot obtenir per reacció de fluorur de formil amb excés de formiat de sodi i una quantitat catalítica d'àcid fòrmic en èter a -78 °C. També es pot produir fent reaccionar àcid fòrmic amb N,N′-diciclohexilcarbodiimida ((C6H11−N=)2C) en èter a -10 °C. També es pot obtenir per desproporció d'anhídrid fòrmic acètic.

## Propietats
L'anhídrid fòrmic és un líquid amb un punt d'ebullició de 24 °C a 20 mmHg. És estable en solució d'èter dietílic. Es pot aïllar mitjançant destil·lació a baixa temperatura i baixa pressió, però es descompon en escalfar-se per sobre de la temperatura ambient. A temperatura ambient i més alta, es descompon mitjançant una reacció de descarbonilació en àcid fòrmic i monòxid de carboni. A causa de la seva inestabilitat, l'anhídrid fòrmic no està disponible comercialment i s'ha de preparar fresc i utilitzar ràpidament.
La descomposició de l'anhídrid fòrmic pot ser catalitzada per l'àcid fòrmic.
L'anhídrid fòrmic es pot detectar en la reacció en fase gasosa de l'ozó amb l'etilè. La molècula és plana en fase gasosa.